# Classe Holm
La classe Holm est une classe de six navires chasseurs de mines et navires-écoles entrée en service dans la marine royale danoise de 2006 à 2008.

## Description
Chaque unité dispose d'un module multifonctions StanFlex (en).

## Les unités
| Pennant number | Nom           | Quille | Lancement        | Service          | Statut                       |
| -------------- | ------------- | ------ | ---------------- | ---------------- | ---------------------------- |
| A541           | HDMS Birkholm |        | 10 décembre 2005 | 27 janvier 2006  | Navire de surveillance       |
| A542           | HDMS Fyrholm  |        | 5 août 2006      | 21 décembre 2006 | Navire de surveillance       |
| A543           | HDMS Ertholm  |        | 25 mars 2006     | 8 mai 2006       | Navire-école                 |
| A544           | HDMS Alholm   |        | 6 janvier 2006   | 7 février 2006   | Navire-école                 |
| MSD5           | HDMS Hirsholm |        | 5 juin 2007      | 29 juin 2007     | Chasseur de mines avec drône |
| MSD6           | HDMS Saltholm |        | 3 novembre 2007  | 28 mars 2008     | Chasseur de mines avec drône |